# Manjot Sandhu
Manjot Sandhu (19 de agosto de 1990) es un deportista canadiense que compitió en lucha estilo libre. Representó a su país en el Campeonato Mundial, consiguiendo un 18.º puesto en 2013. Ganó la medalla de bronce en el Campeonato de la Mancomunidad de 2009. Obtuvo una medalla de oro en el Campeonato Panamericano de Lucha de Cadetes en 2007. Campeón de Canadá de 2013.
Asistió al Douglas College de New Westminster.

## Palmarés internacional
| Campeonato de la Mancomunidad | Campeonato de la Mancomunidad | Campeonato de la Mancomunidad | Campeonato de la Mancomunidad |
| Año                           | Lugar                         | Medalla                       | Categoría                     |
| ----------------------------- | ----------------------------- | ----------------------------- | ----------------------------- |
| 2009                          | Jalandhar (India)             | Medalla de bronce             | 84 kg                         |